# Heckinghausen (Stadtbezirk)

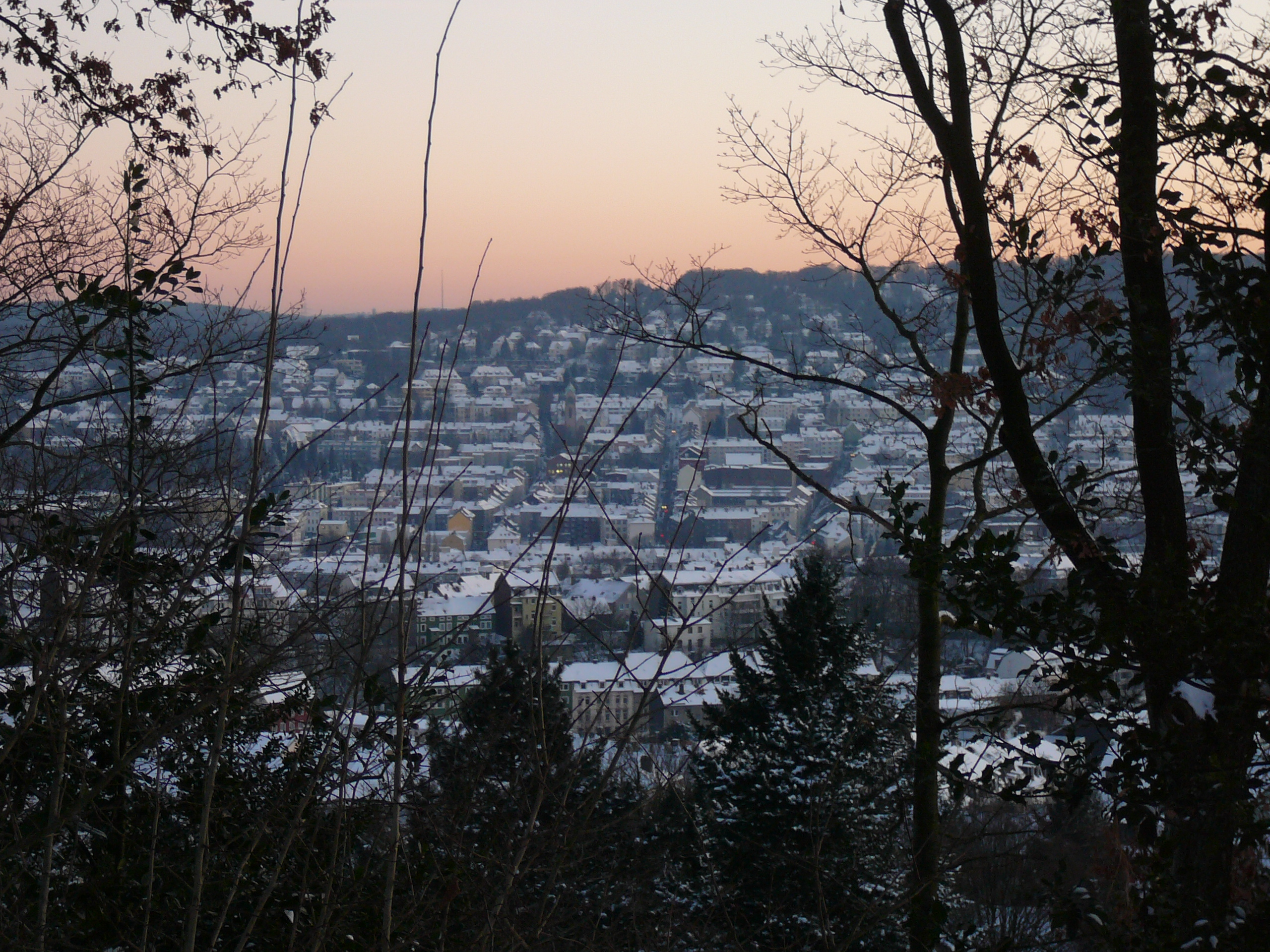
Heckinghausen von der Barmer Nordstadt aus gesehen

Heckinghausen ist der kleinste Stadtbezirk von Wuppertal und besteht seit 1979. Er ist nach der Siedlung Heckinghausen benannt und gehörte vor 1929 überwiegend zur Stadt Barmen.

## Gliederung im Bezirk
Der Stadtbezirk umfasst heute drei statistische Wohnquartiere:
| - Stadtbezirk 7 Heckinghausen - 70 Heckinghausen - 71 Heidt - 72 Hammesberg | Einteilung in Quartiere |

## Geschichte
Seit Februar 1946 gab es einen Bezirk Heckinghausen, der einen anderen Zuschnitt hatte und 1953 in „Barmen-Südost“ umbenannt wurde. Der heutige Stadtbezirk wurde 1979 eingerichtet und umfasst auch den Stadtteil Heidt, der eine eigene Geschichte hat. Schon seit der Änderung der Bezirksgrenzen von 1975 gehörten die Siedlungen Konradswüste und Hammesberg sowie große Teile von Scharpenacken nicht mehr zum Stadtbezirk Ronsdorf.

## Politik
Seit 1979 wird die Bezirksvertretung von Heckinghausen bei der Kommunalwahl eigens gewählt. Ihr standen seitdem folgende Menschen vor:
- 1979–1984: Bernhard Simon (CDU)
- 1984–1986: Maria Dertinger (SPD)
- 1986–1999: Renate Warnecke (SPD)[1]
- 1999–2009: Egon Köhler (CDU)
- 2009–2020: Christoph Brüssermann (CDU)
- seit 2020: Renate Warnecke (SPD)[3]

| Bezirksvertretungswahl Heckinghausen 2020Wahlbeteiligung: 41,1 % 403020100 31,3 %24,0 %18,6 %7,4 %6,8 %6,5 %3,9 %1,6 % SPDCDUGrüneAfDFDPLinkeWfW/FWPROGewinne und Verlusteim Vergleich zu 2014 %p 6 4 2 0 −2 −4 −6−2,7 %p−4,4 %p+5,5 %p+1,7 %p+1,2 %p−1,1 %p−1,8 %p+1,6 %pSPDCDUGrüneAfDFDPLinkeWfW/FWPRO | Sitzverteilung in der Bezirksvertretung Heckinghausen 2020Insgesamt 15 Sitze - Linke: 1 - SPD: 5 - Grüne: 3 - WfW/FW: 1 - CDU: 3 - FDP: 1 - AfD: 1 |

## Sehenswürdigkeiten
- Fachwerkhaus aus dem Jahr 1608 in der Spiekerstraße
- Alte Zollbrücke über die Wupper aus dem Jahr 1775
- Lutherkirche am Heidt
- Gasbehälter Heckinghausen aus dem Jahr 1950

Siehe auch: Liste der Baudenkmäler im Wuppertaler Stadtbezirk Heckinghausen